# Parafia św. Jana Chrzciciela w Nowej Wsi Królewskiej
Parafia Świętego Jana Chrzciciela w Nowej Wsi Królewskiej – parafia rzymskokatolicka, znajdująca się w diecezji toruńskiej, w dekanacie Wąbrzeźno. 